# 北德里

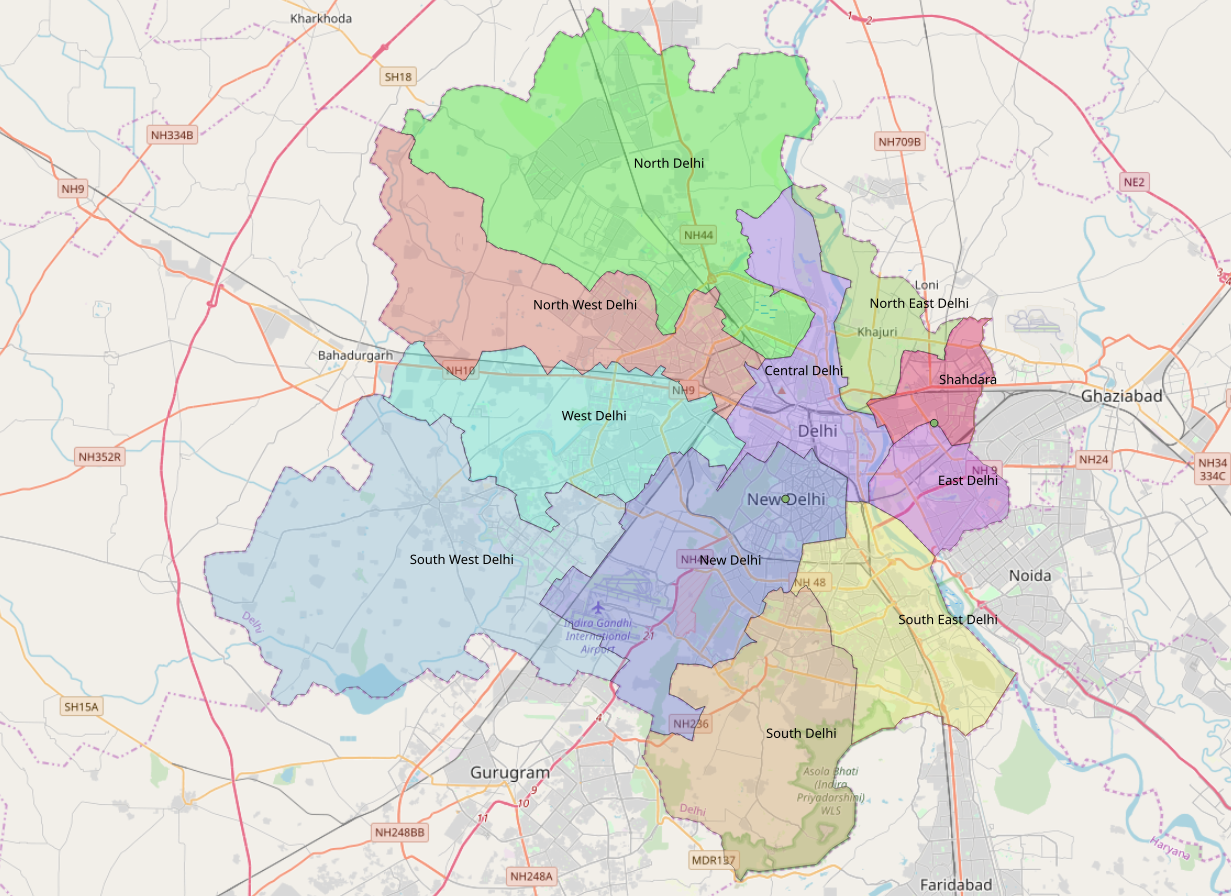
德里区劃图

北德里（North Delhi）为印度德里国家首都辖区的一个行政区，位于亚穆纳河以西。東邻中德里，西邻西北德里。总面积291.66平方公里，总人口887,978（2011年统计）。北德里分为3个区。